# Mollerup Golfklub
Mollerup Golfklub er en dansk golfklub, beliggende i det nordlige Aarhus, 11 km. fra byens centrum.
Mollerup Golf Club blev stiftet i 1992 og består i dag af en 18-hullers bane samt en 6-hullers par 3 bane.
- Fra golfbanerne. Der er udsigt over Egådalen i nord.

## Ekstern henvisning
- Mollerup Golf Club

| Sport | Spire Denne artikel om sport er en spire som bør udbygges. Du er velkommen til at hjælpe Wikipedia ved at udvide den. |

56°12′47″N 10°11′41″Ø / 56.21319°N 10.19469°Ø